# 아동문학 (잡지)
《아동문학》은 문학예술종합출판사에서 발간되는 조선민주주의인민공화국의 어린이 잡지이다.

## 개요
1946년에 창간된 이 잡지는 김일성 주석과, 김정일 국방위원장에 대한 실제 이야기와 단편소설, 그리고 산문과 동화, 시와 장편소설이 실려있다.
이 잡지는 한때, 김정일 국방위원장이 초등학교 때 지은 시라고 알려져 있는 《조국의 품》이 실려있다.
한편, 1960년대 "문예총"(조선문학예술총동맹) 위원장으로 있던 한설야의 작품인 《승냥이》(늑대)라는 장편소설이 실렸는데, 이 소설은 미국 사회를 비난하는 내용이다.
이밖에도 북조선에서 유명한 문학예술계의 잡지는 《조선문학》과 《청년문학》, 그리고 《시문학》과 《조선예술》 등이 있다.